# پژو تیپ ۱۹۰
پژو تیپ ۱۹۰ (Peugeot Type 190) خودرویی است که در سال‌های ۱۹۲۸ تا ۱۹۳۱ تولید شده‌است.
طراحی آن خودروهای موتور جلو-محور عقب بوده است.
موتور آن ۶۹۵ سی‌سی است.